# Poltavtxénskoie
Poltavtxénskoie - Полтавченское (rus) - és un poble del krai de Krasnodar, a Rússia. Es troba a les planes de Kuban-Priàzov, al límit amb l'óblast de Rostov, a la vora del riu Rossoix, a 35 km al nord-est de Kusxóvskaia i a 204 km al nord de Krasnodar.
Pertanyen a aquest municipi els khútors de Kràsnaia Slobodka, Krutoiarski i Serebrianka.